# Bonaqa
Bonaqa war ein Getränk, das von 1988 bis 2018 in Deutschland verkauft und aus Leitungswasser hergestellt wurde. Die Marke Bonaqa ist Eigentum der Coca-Cola Company. Es war sowohl als Tafelwasser (Classic, Medium, Still) als auch als stilles Wasser (Silver; nur bei McDonald’s) erhältlich. Obwohl die Eintragung der Marke Bonaqua, ein Kunstwort aus dem Lateinischen für bona aqua – „gutes Wasser“, beim Deutschen Patent- und Markenamt (DPMA) im Jahr 1997 erfolgte, wurde der Markenname in Deutschland „Bonaqa“ geschrieben. Dies hängt damit zusammen, dass zum Zeitpunkt des Markteintritts in Deutschland bereits eine registrierte Marke unter dem Namen Bonaqua beim DPMA eingetragen war. Die Schutzdauer dieser alten Bonaqua-Marke – welche von einem Hersteller von Geräten für die Wasseraufbereitung kreiert wurde (BWT Wassertechnik Schriesheim), lief 2009 – 50 Jahre nach der ersten Eintragung ins Markenregister – aus. Eine weitere Marke mit dem Namen bonaqua wurde 2003 beim DPMA eingetragen (2013 wieder gelöscht).
Die etwa dreißig Abfüllbetriebe für Bonaqa in Deutschland bezogen ihr Wasser von den jeweiligen Stadtwerken. Laut Angaben des Herstellers wird das bereits reine Wasser angeblich nochmals filtriert, dann mit Mineralien angereichert und schließlich mit Kohlensäure versetzt. Das so produzierte Flaschenwasser soll überall gleich schmecken. Dieses Wasser wird auch zur Herstellung aller anderen auf Sirup basierenden Getränke des Coca-Cola-Konzerns verwendet, um einen global gleichbleibenden Geschmack zu gewährleisten.
Seit Ende der 1980er Jahre drängte der Konzern insbesondere durch Verdrängungswettbewerb in Mensen und Kantinen verstärkt auf den deutschen Markt, um auch diese Marktnische zu füllen. Langfristig sollte Dasani als Tafelwasser auch in Deutschland etabliert und zur vierten weltweit erhältlichen Marke (neben Coca-Cola, Fanta und Sprite) werden. Nachdem in Großbritannien bekannt geworden war, dass dort letztlich auch nur Leitungswasser für Dasani abgefüllt wurde, wurden entsprechende Pläne für Deutschland fallengelassen. Da zunehmend stille Wässer auch im deutschen Markt bevorzugt werden, wurden 2003 die Sorten Medium und Still als Tafelwässer sowie 2005 Bonaqa Silver als stilles Tafelwasser eingeführt. In Deutschland gehörten zumeist lokale oder regionale Mineralbrunnen wie Sodenthaler Mineralbrunnen oder Urbacher Mineralquellen zu den Coca-Cola-Abfüllern. Die Coca-Cola European Partners Deutschland GmbH teilte im Oktober 2016 mit, dass der Brunnen in Urbach zum 30. Juni 2017 geschlossen und die Produktion eingestellt wird.
2004 wurde auch das aromatisierte Bonaqa Fruits in den Sorten Apfel-Birne und Orange-Ananas eingeführt, 2006 folgte die Sorte Traube-Kiwi, die nach nicht zufriedenstellendem Erfolg im Frühjahr 2007 durch die Geschmacksrichtung Limette-Himbeere ersetzt wurde.  2008 wurden die Sorten Fresh & Spice Mango-Chili und Fresh & Spice Apfel-Minze eingeführt. 2009 wurde die Geschmacksrichtung Limette-Himbeere durch die neuen Sorten Pfirsich-Maracuja und Zitrone-Passionsfrucht ersetzt.
Am 30. Juni 2018 wurde die Abfüllung endgültig eingestellt und die Marke vom deutschen Markt genommen. Bereits zum Jahresende 2017 wurde die Abfüllung in PET-Flaschen eingestellt.
In Norwegen, Schweden, Finnland und vielen anderen Ländern wird das Getränk weiterhin als Bonaqua bzw. BonAqua und Bonaqua Silver mit einem gleichen bzw. ähnlichen Sortiment von The Coca-Cola Company angeboten.